# Mistrovství světa v ledním hokeji žen 2018
Mistrovství světa v ledním hokeji žen 2018 se hrálo, přestože se v daném roce hrál olympijský turnaj. Nehrála se pouze elitní skupina. Vzhledem k rozšíření elitní skupiny na 10 celků v roce 2019 v tomto roce nikdo z žádné skupiny nesestoupil.

## 1. divize

### Skupina A
- Termín konání: 8. - 14. dubna 2018
- Místo konání: Štrasburk,  Francie
- Účastníci:  Rakousko,  Norsko,  Dánsko,  Maďarsko,  Francie,  Slovensko

### Skupina B
- Termín konání: 8. - 14. dubna 2018
- Místo konání: Asiago,  Itálie
- Účastníci:  Kazachstán,  Lotyšsko,  Čína,  Itálie,  Polsko,  Jižní Korea

## 2. divize

### Skupina A
- Termín konání: 7. - 13. dubna 2018
- Místo konání: Bled,  Slovinsko
- Účastníci:  Nizozemsko,  Velká Británie,  Severní Korea,  Slovinsko,  Austrálie,  Mexiko

### Skupina B
- Termín konání: 17. - 23. března 2013
- Místo konání: Valdemoro,  Španělsko
- Účastníci:  Španělsko,  Nový Zéland,  Island,  Turecko,  Rumunsko,  Tchaj-wan

### Kvalifikace o 2. divizi 2018
- Termín konání: prosinec 2017
- Místo konání: Sofie,  Bulharsko
- Účastníci:  Belgie,  JAR,  Bulharsko,  Hongkong,  Chorvatsko